# Le Schtroumpfeur de bijoux
Le Schtroumpfeur de bijoux est le dix-septième album, et la soixante-troisième histoire, de la série de bande dessinée Les Schtroumpfs originellement créée par Peyo. Puis publié en 1994 aux éditions Le Lombard, l'album est scénarisé par Luc Parthoens et Thierry Culliford et illustré par Alain Maury. C'est la première histoire depuis le décès de Peyo.

## Résumé
Les Schtroumpfs sont en train de préparer la fête du printemps. Le Schtroumpf costaud et la Schtroumpfette répètent leur pièce de théâtre, le Schtroumpf gourmand et le Schtroumpf cuisinier s’occupent du buffet et le Schtroumpf bricoleur ainsi que le Schtroumpf béta préparent la décoration.
On apprend par l’intermédiaire du Grand Schtroumpf que le Schtroumpf à lunettes et le Schtroumpf farceur sont allés chercher des tiges de massettes au gué du gai schtroumpfeur où passent régulièrement des humains.
Le Schtroumpf farceur berne le Schtroumpf à lunettes qui manque de s’assommer mais glisse sur la pierre où il était juché et s’assomme. Deux humains à bord d’une charrette arrivent et le moralisateur n’a d’autre choix que d’abandonner le farceur. Les deux humains, nommés Adhémar et Godillot, récupèrent ce dernier tandis que le Schtroumpf à lunettes avertit le village et tous décident de se rendre au gué. Mais ils arrivent trop tard : les deux vagabonds font route vers le bourg d’Abélagot. Ils y arrivent et s’aperçoivent qu’il y a un fort nombre de gardes. Godillot et Adhémar tentent de faire un spectacle avec le compagnon de route du Schtroumpf farceur qui est une souris mais cette dernière rate complètement son spectacle. Adhémar, sur le point d’étrangler la souris de Godillot, voit le Schtroumpf farceur protester et faire un spectacle avec la souris, ce qui rapporte beaucoup de sous aux vagabonds. Un homme en vert décide de parler à Adhémar d’une façon plutôt douteuse et le Schtroumpf farceur commence à se lier d’amitié avec Godillot.
Pendant ce temps, le Grand Schtroumpf finit par décider d’aller chercher directement le Schtroumpf farceur dans le monde des humains, accompagné du Schtroumpf à lunettes, du Schtroumpf costaud, du Schtroumpf grognon et du Schtroumpf gourmand.
Le soir, au bourg d’Abélagot, l’homme en vert finit par révéler le plan au Schtroumpf farceur : cambrioler un bourgeois grâce à sa taille. Devant le refus de ce dernier, le voleur utilise la souris comme otage et le farceur accepte à contrecœur. Après avoir vaincu un chat beaucoup plus grand qu’Azraël, il ramène en réalité de la salsepareille puis seulement dix pièces d’or et un diamant. La cupidité de l’homme en vert le pousse à menacer le farceur à ne ramener que des bijoux.
Après s’être arrêtés au village de Villers pour s’y reposer, les Schtroumpfs ont la désagréable surprise de voir le Schtroumpf grognon en train de se faire manger par une vache et terrorisent cette dernière. Au marché de Villers, ils essaient en vain de récolter des informations sur leur compagnon disparu et s’aperçoivent avec horreur que le Schtroumpf gourmand a disparu et que Gargamel y fait son marché. Après avoir échappé de justesse à Gargamel, les Schtroumpfs finissent par embarquer sur une charrette qui fait route vers Abélagot.
Pendant ce temps, à Abélagot, le Schtroumpf farceur commet son premier vol en pillant l’herboriste et en laissant un petit mot d’excuse. Il fait néanmoins une petite farce à l’homme en vert en lui offrant un cadeau explosif. Ils finissent par découvrir la raison de la présence de tous ces gardes : le fils du seigneur a disparu et ce dernier offrira une récompense à celui qui le retrouvera.
Finalement, le « schtroumpfeur de bijoux » accomplit malgré lui ses méfaits et c’est lorsqu’une des victimes lit un message que les Schtroumpfs finissent par retrouver sa trace. Le schtroumpfeur de bijoux tente de cambrioler l’usurier mais ce dernier rentre chez lui et le farceur se réfugie dans la cave, où il découvre Geoffroy, le fils du seigneur, capturé par l’usurier et Ganelon, le traître qui se fait passer pour l’ami de son père. C’est lorsque les voleurs rentrent chez eux que les Schtroumpfs peuvent enfin localiser le farceur.
Les Schtroumpfs délivrent enfin le « schtroumpfeur de bijoux » mais sont à leur tour capturés par l’homme en vert qui a d’ambitieux projets : voler le seigneur. Pour cela, Godillot les déguise en acrobates, le Schtroumpf grognon en bouffon et le Schtroumpf farceur conserve son déguisement de voleur tandis que l’homme en vert retient en otage le Grand Schtroumpf. Le farceur s’aperçoit que Ganelon assiste au spectacle et décide d’en parler à ses amis.
Après le spectacle, le grognon et le moralisateur cherchent des tissus pour confectionner des costumes. Le Gourmand mange les réserves du château et le costaud accompagné du farceur voit ce dernier monter chez l’herboriste. Le Grand Schtroumpf tente de faire pencher Godillot de son côté. Les Schtroumpfs mentent à l’homme en vert sur le fait qu’ils ont trouvé la salle du trésor. Lors de la représentation, les Schtroumpfs finissent par trahir ce dernier en jouant une pièce où ils révèlent l’identité des voleurs et celle du ravisseur de Geoffroy.
Après une brève course-poursuite, Ganelon et l’homme en vert sont arrêtés, Geoffroy est ramené auprès de son père, Godillot, pour s'être repenti, devient un protégé du Duc, Adhémar devient le serviteur de Godillot et de la souris et les Schtroumpfs rentrent chez eux pour la fête du printemps.

## Autour de l'album
- Voir Le Schtroumpf financier.
- Le nain Godillot reviendra dans Les Schtroumpfs dans l'élixir d'oubli en petit livre de poche de la Première bibliothèque des enfants.